# Germaine Krull
Germaine Krull (* 29. Januar 1897, nach einigen Quellen 20. November 1897, in Posen-Wilda; † 31. Juli 1985 in Wetzlar) war eine deutsch-niederländische Fotografin,  Kriegsberichterstatterin und Hotelmanagerin.

## Leben
Die in der damals preußischen Provinz Posen geborene Germaine Louise Krull zog 1912 mit ihrer Mutter nach Schwabing. In München trat sie 1915 in die Lehr- und Versuchsanstalt für Photographie, Chemie, Lichtdruck und Gravüre (zuletzt: Staatliche Fachakademie für Fotodesign München) ein. Noch während des Ersten Weltkrieges eröffnete sie 1917 ihr erstes Fotoatelier. In der Zeit der Novemberrevolution entstand etwa ihr berühmtes Porträt Kurt Eisners. Ihre Verbindung zu den kommunistischen Revolutionären, die 1919 die bayrische Räterepublik ausriefen, trug ihr 1920 die Ausweisung aus Bayern ein.
Nach Stationen unter anderem im nachrevolutionären Moskau, wo sie von der Geheimpolizei verhaftet und einer Schein-Hinrichtung unterzogen wurde, gründete sie 1923 in Berlin gemeinsam mit Kurt Hübschmann und dem Kaufmann Hermann Basler die Kara Kunstdruckverlag GmbH. Zeitweilig lebte sie auch in Amsterdam und in den folgenden Jahren überwiegend in Paris. Dort verliebte sie sich in eine Frau namens Elsa und heiratete schließlich am 2. April 1927 den niederländischen Filmemacher Joris Ivens, nachdem Elsa Paris verlassen hatte.
Schwerpunkte ihrer fotografischen Arbeit waren die experimentelle Aktfotografie sowie die Werbefotografie. Sie publizierte in verschiedenen Zeitschriften wie Voilà, Bifur und VU. In ihrem ersten Buch Métal, erschienen 1928, beschäftigte sie sich mit den Wundern aus Stahl, den Zeugnissen der fortschreitenden technischen Revolution. Krull hielt engen Kontakt zu anderen in Paris lebenden Fotografen und Künstlern wie Man Ray, Sonia und Robert Delaunay, Eli Lotar und André Kertész.
Nach Ausbruch des Zweiten Weltkrieges lebte Krull zeitweise in Brasilien und Afrika, wo sie für die Organisation France Libre tätig war. Als einer der ersten weiblichen Kriegsberichterstatter ging sie 1946 nach Indochina. Zwischen 1947 und 1966 arbeitete sie als Leiterin des Hotels Oriental in Bangkok. Danach übersiedelte Krull nach Indien. Germaine Krull achtete stets auf ihre Unabhängigkeit und lebte als „Weltbürgerin“ auf drei Erdteilen.
Fotografisch ist Germaine Krull der vom Bauhaus initiierten Richtung des „Neuen Sehens“ zuzurechnen. Ihr künstlerischer Nachlass wird vom Museum Folkwang in Essen betreut.

## Ausstellungen (Auswahl)
- 1967: Musée du Cinéma, Palais Chaillot, Paris
- 1977: Germaine Krull: Fotografien 1922–1966, Rheinisches Landesmuseum Bonn
- 1999: Germaine Krull: Avantgarde als Abenteuer, Museum Folkwang, Essen
- 2015: Germaine Krull, Musée du Jeu de Paume, Paris
- 2015: Germaine Krull – Fotografien, Martin-Gropius-Bau Berlin 15. Oktober 2015 bis 31. Januar 2016[7]

## Publikationen
- 100 x Paris. Berlin 1929
- Bangkok. Siams City of Angels. London 1964, zusammen mit Dorothea Melchers.
- Tales from Siam. London 1966, zusammen mit Dorothea Melchers.
- Métal. Folioausgabe mit 64 losen Bildtafeln im Lichtdruckverfahren hergestellt, Text von Florent Fels; Librairie des Arts Décoratifs, Paris 1927–1928; Neuauflage als Faksimile; herausgegeben von Ann und Jürgen Wilde, Zülpich 2003.
- Adolf Hallmann: Paris under 4 årstider. Albert Bonniers Förlag, Stockholm 1930, mit ca. 46 Fotografien von Germaine Krull.
- Le Valois. Fotografien von Germaine Krull, Text: Gérard de Nerval, Firmin-Didot & Cie, Paris o. J. (Druck der Fotografien im Kupfertiefdruck)
- Serie  VOIR La Route Paris Biarritz, Aufnahmen von Germaine Krull, Text: Claude Farrière. Editions Jacques Haumont, Paris 1931. (Verschiedene illustrierte Titelumschläge.)
- Chiengmai, Fotografien von Germaine Krull, Text von Lotus; Edition des Oriental Hotels, Bangkok, The Assumption Printing Press, Bangkok 1948.
- Photographes Nouveaux – Germaine Krull. Librairie Gallimard, Paris, 1931.

## Ehrungen
- Die Stadt Paris benannte im 13. Pariser Arrondissement 2020 eine Straße Rue Germaine-Krull.[8]